# Kesernyés tinóru
A kesernyés tinóru vagy gyökeres tinóru (Caloboletus radicans) a tinórufélék családjába tartozó, Európában honos, lomberdőkben élő, nem ehető gombafaj. 

## Megjelenése
A kesernyés tinóru kalapja 6-20 (25) cm széles, fiatalon félgömb alakú, azután domborúan, végül majdnem laposan kiterül. Pereme kezdetben behajló, később egyenes. Színe szürkés, piszkosszürke, okkeresszürke, néha elefántcsontszínű, fehéres. Felszíne száraz, sima vagy nagyon finoman bársonyos, néha repedezett.
Húsa vastag, fiatalon kemény, öregen szivacsos. Színe fiatalon citromsárga, később sárgás, a tönk tövében rózsaszínes; sérülésre azonnal kékül. Szaga nem jellegzetes vagy kissé kellemetlen tinta- vagy leveskockaszerű; íze keserű.
Termőrétege csöves. A termőréteg és a pórusok eleinte citromsárgák, később halványsárgák olív árnyalattal. Sérülésre kékül. 
Tönkje 8–12 cm magas és 3–5 cm vastag. Alakja gumós-hasas, idővel többé-kevésbé hengeresen megnyúlt, a töve gumós, gyökérszerűen végződő, gyakran kihegyesedő. Színe sárga-citromsárga, néha sárgásfehérre fakul; középen vagy alul rozsdavörös sáv lehet rajta. Felső részét vagy teljes egészét fehéres-sárgás hálóminta díszíti.
Spórapora olívbarna. Spórája orsó alakú, sima, mérete 10–15 × 4–6 μm. 

### Hasonló fajok
A mérgező sátántinóru, a farkastinóru, a változékony tinóru, a fakó tinóru hasonlíthat hozzá. 

## Elterjedése és termőhelye
Európában honos; északon ritka. Magyarországon nem gyakori.
Melegkedvelő, meszes talajú lombos erdőkben él, különféle fákkal (tölgy, bükk, gyertyán, hárs, szelídgesztenye) alkot gyökérkapcsoltságot. Júliustól októberig terem. 

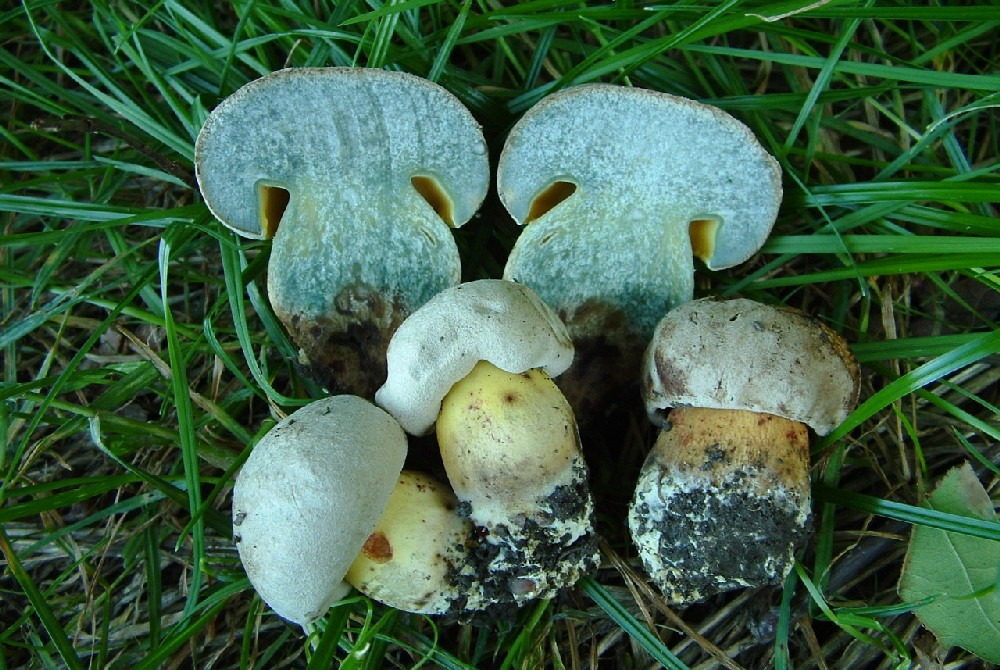
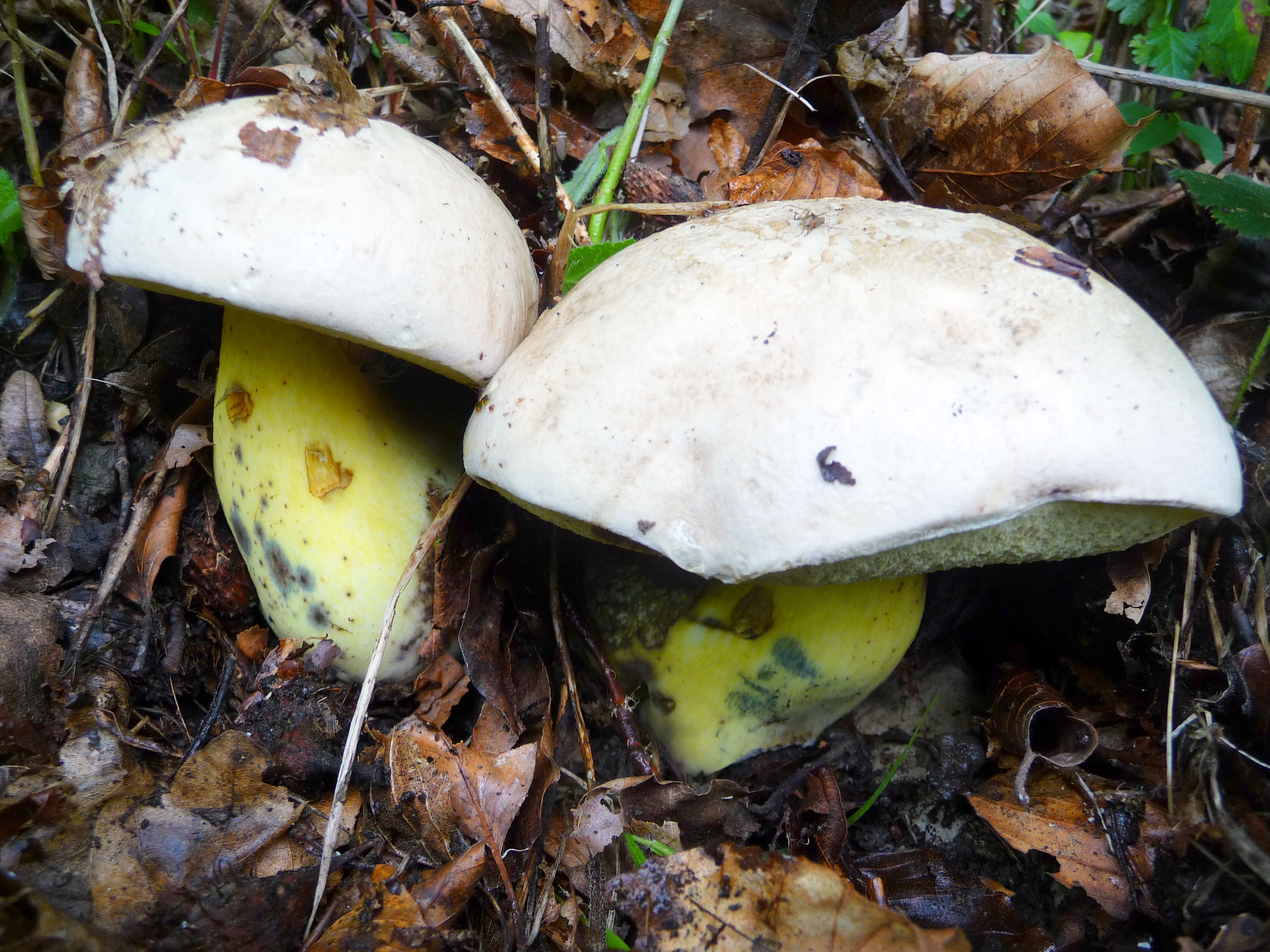
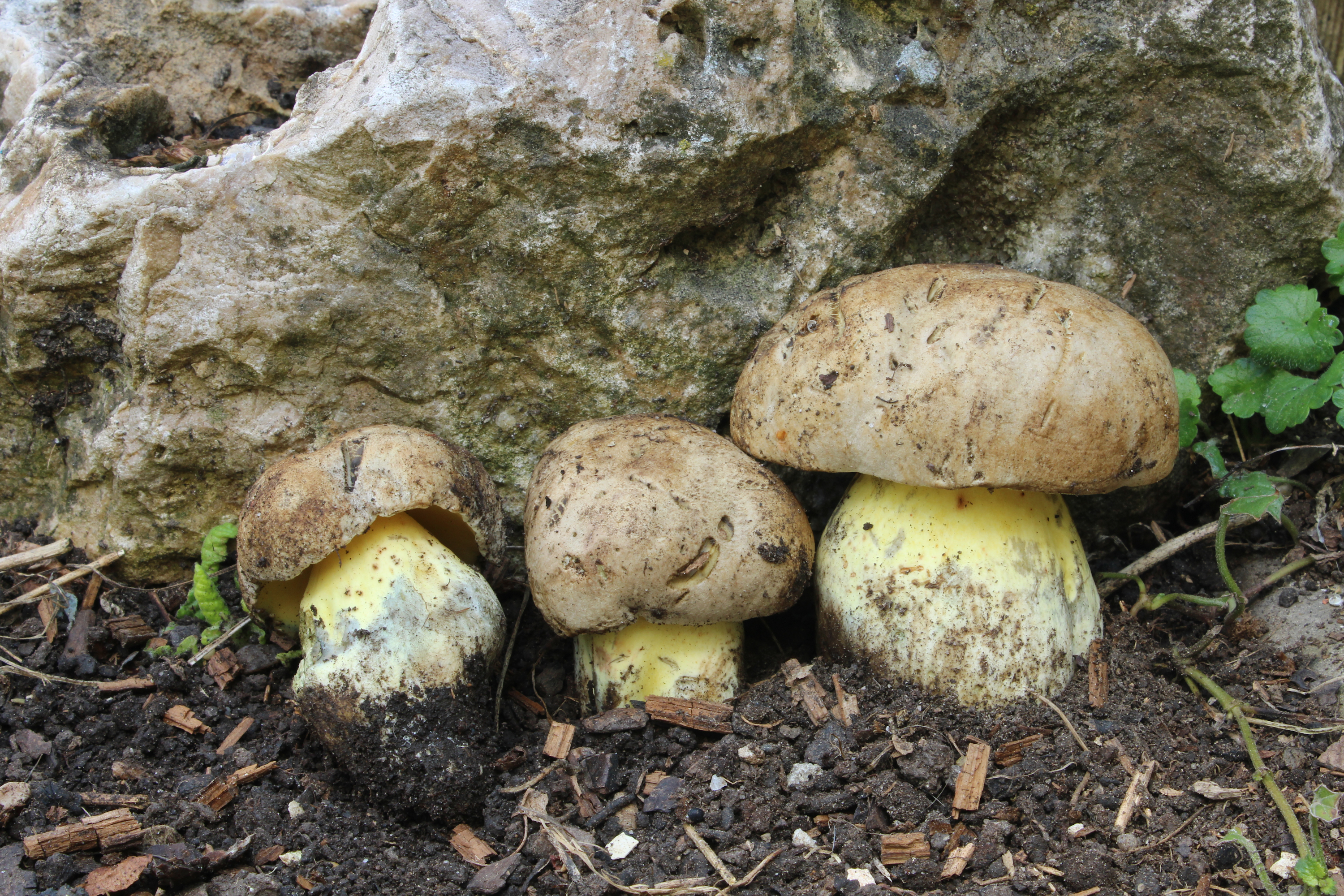
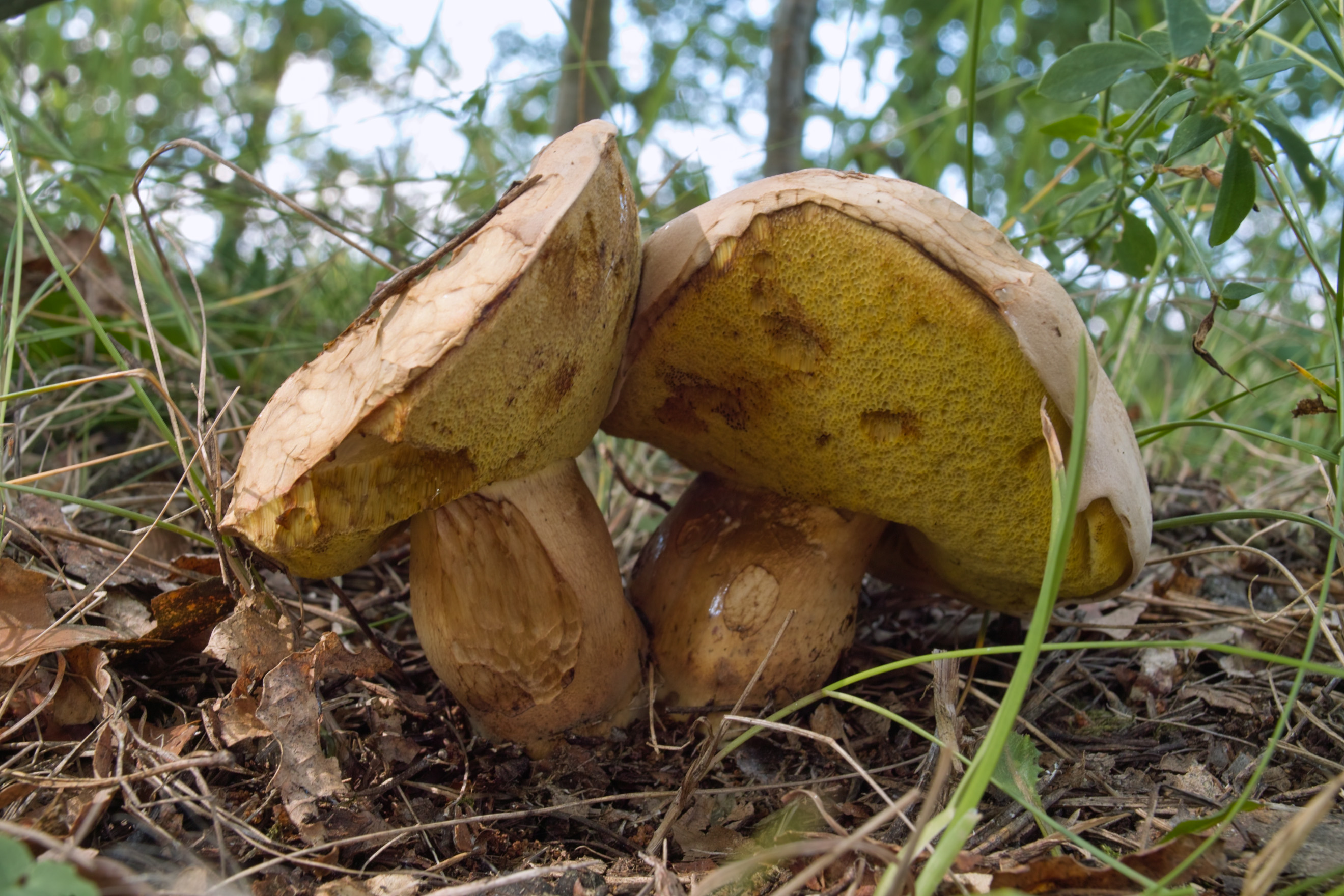
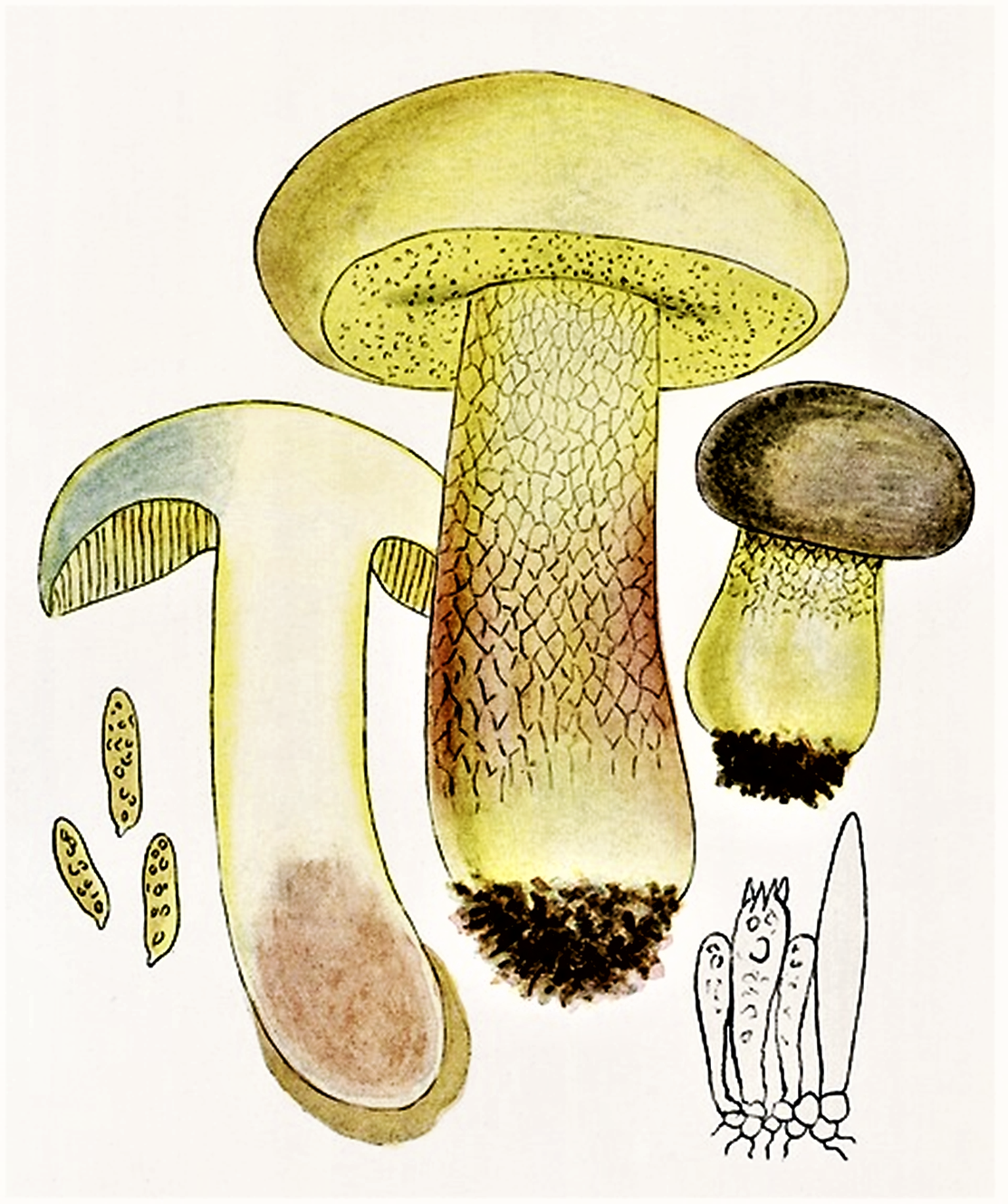

Nem ehető. 